# François Joseph Bosio

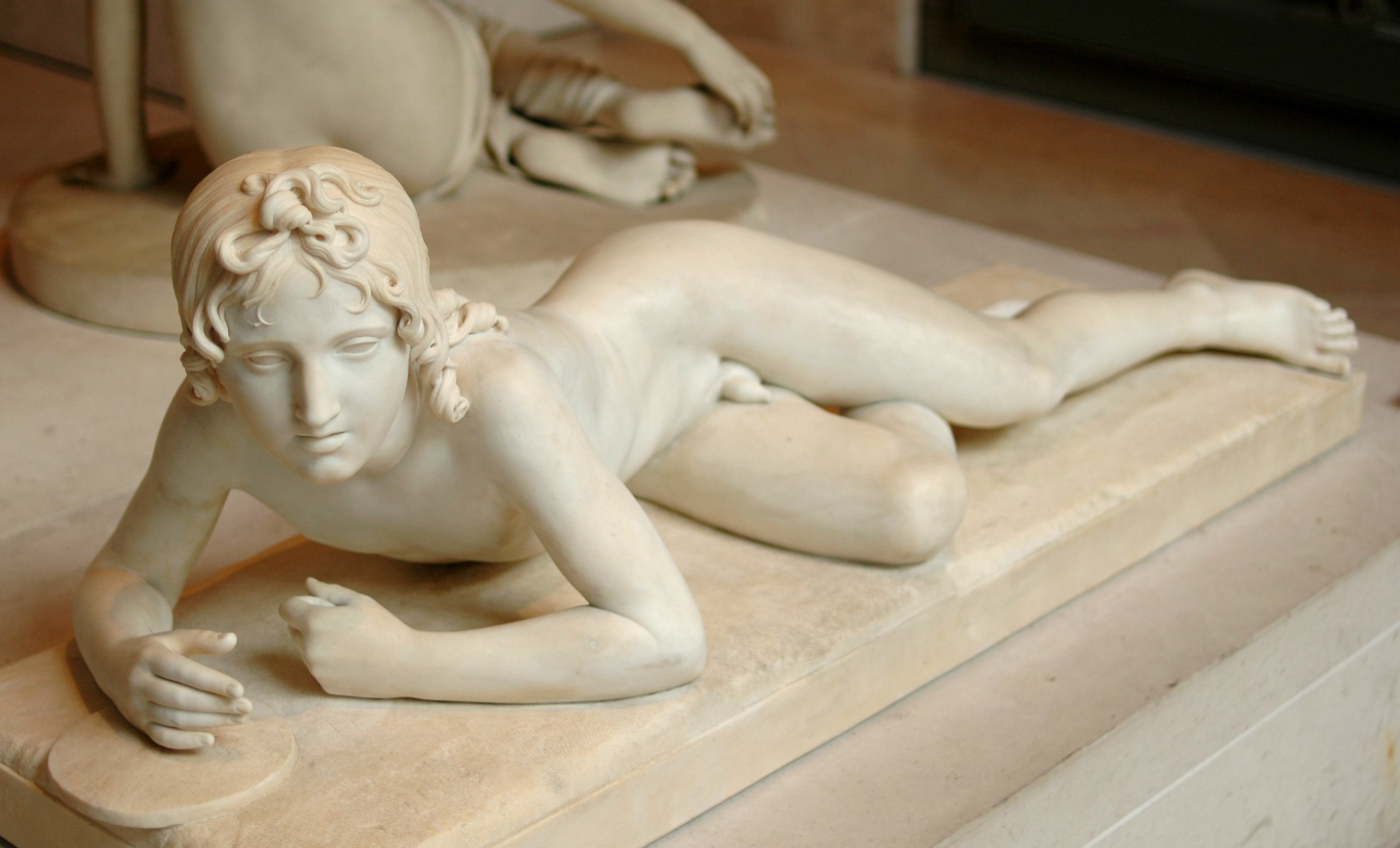
Bosio's Hyakinthos (1817)

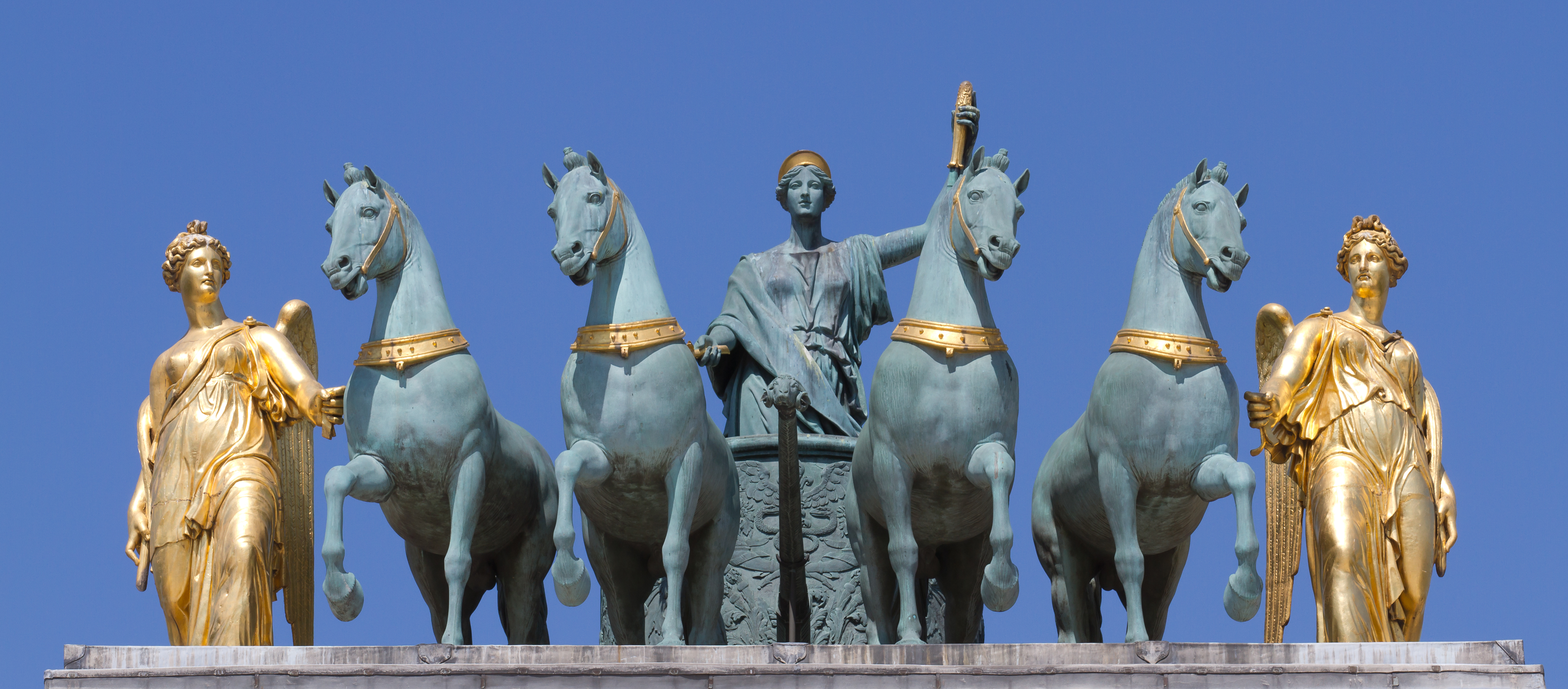
Quadriga op de Arc de Triomphe du Carrousel in Parijs: Vrede rijdende in een triomfwagen

François Joseph Bosio (Monaco, 19 maart 1768 — Parijs, 29 juli 1845) was een Frans neoclassicistisch beeldhouwer.

## Levensloop en werken
- 1790: Bosio begint zijn loopbaan in Italië, hij werkt daar aan standbeelden voor verschillende kerken.
- 1808: Bosio ontmoet Vivant Denon, de directeur van het museum van Napoleon; Denon geeft hem de opdracht twintig bas-reliëfs te maken voor de Colonne Vendôme op de Place Vendôme in Parijs.
- Portretbustes van keizerin Joséphine (in haar opdracht) en Napoleon.
- 1814: Buste van Lodewijk XVIII.
- Beeld van de heilige Aleidis in La Madeleine.
- 1817: Benoeming tot professor in de schone kunsten en leidt als zodanig enkele van de grootste beeldhouwers van zijn tijd op, onder wie; Barye, de broers Dantan, Desprez, Duret en Lemaire.
- 1822: Ruiterstandbeeld van Lodewijk XIV op de Place des Victoires.
- De nimf Salmacis. Dit beeldhouwwerk wordt gezien als een van zijn meesterwerken.

## Eerbewijzen
- In 1816 wordt Bosio benoemd tot lid van de Academie voor Beeldende Kunst.
- 1821: Benoeming tot Eerste Beeldhouwer des Konings.
- 1825: Benoeming tot Ridder in het Legioen van Eer.
- 1828: Verheffing in de adelstand met het predicaat baron.
- In 1886 werd er in Parijs een straat naar hem vernoemd.